# Kościół św. Małgorzaty w Lyskach
Kościół św. Małgorzaty w Lyskach – rzymskokatolicki kościół parafialny zlokalizowany we wsi Lyski (powiat rybnicki, województwo śląskie). Funkcjonuje przy nim parafia św. Małgorzaty Dziewicy i Męczennicy.

## Historia
W 1313 wieś została podarowana klasztorowi sióstr Dominikanek w Raciborzu przez księcia raciborskiego Leszka. Początek parafii miał miejsce zapewne w połowie XIII wieku (pierwsza pisana wzmianka na ten temat pochodzi z 1335). Do początku XX wieku stał w Lyskach drewniany kościół, który prawdopodobnie nie był pierwszym (z 1526 pochodzi notatka o wybudowaniu kolejnego kościoła, który spalił się w 1669). W jego miejscu (w 1672) zbudowano następny, na osiemset osób, który zachował się do 1907. Na msze święte przybywało doń nawet do dwóch tysięcy parafian, co wpłynęło na decyzję o budowie większej świątyni. W 1870 powołano komitet budowy kościoła murowanego i rozpoczęto zbiórkę środków na ten cel.
Budowę zainicjowano w 1904 w miejscu zagrody plebańskiej. 1 maja 1904 proboszcz Henryk Ballon położył kamień węgielny. Projekt budowy neogotyckiej świątyni narzuciła rejencja opolska. Kierownikiem budowy był Pauwel z Rybnika. W pracach budowlanych uczestniczyli parafianie. Prace budowlane zakończono w 1906.

## Architektura

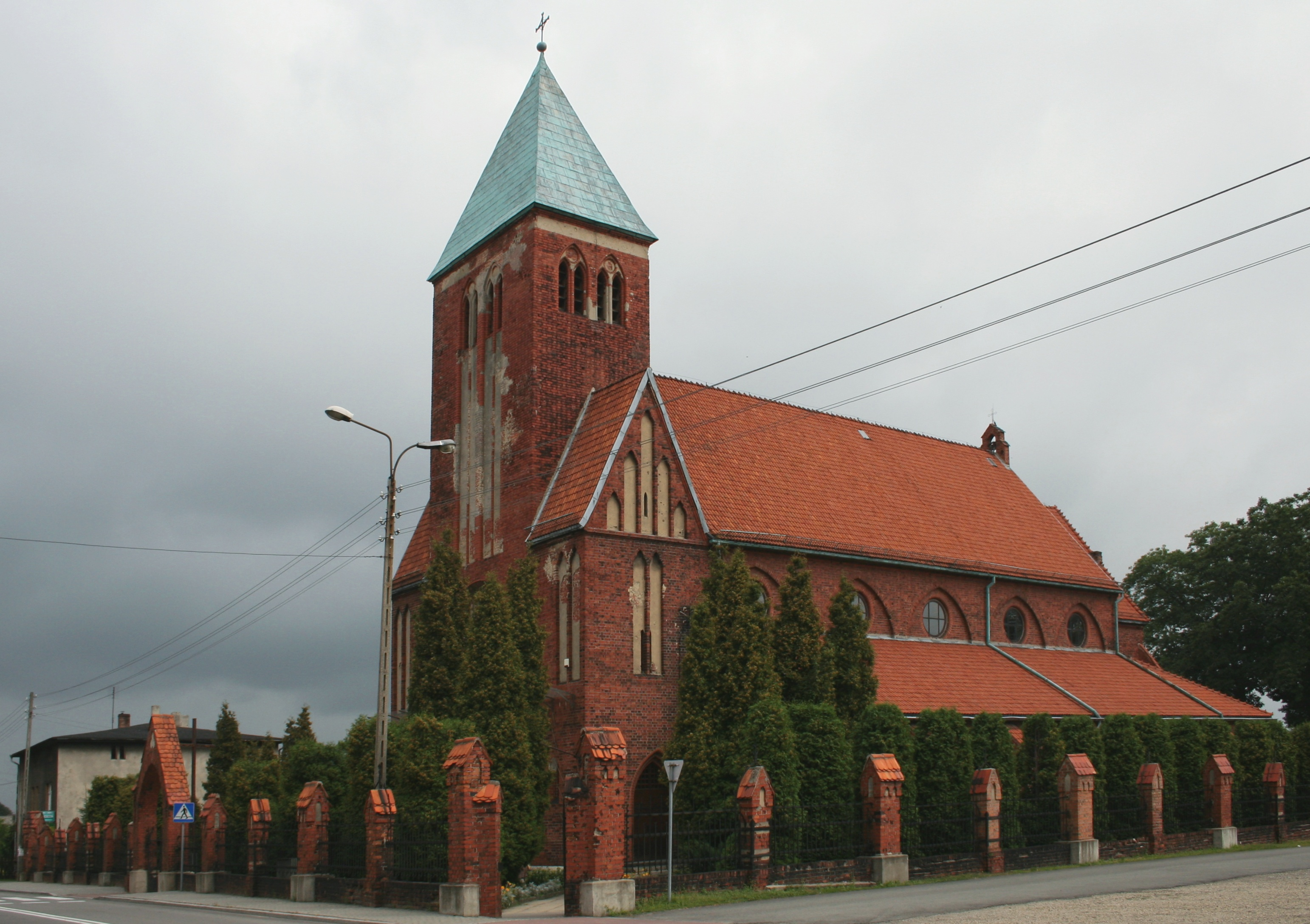
Wieża

Trójnawowy kościół ma 42 metry długości, 24 metry szerokości, a wysokość wnętrza to 10 metrów. Wieża przylegająca do bryły od północy jest krytą blachą cynkową. Wnętrza przykrywają półkoliste sklepienia. Prezbiterium jest zamknięte trójbocznie i ma dwie, symetryczne zakrystie. Elewacje naw bocznych wsparte są szkarpami. Nad wejściem dominuje rozeta z profilowanych cegieł nałożonych na tynk, z okrągłym oknem w centrum. Wejście główne jest podwójne, ulokowane w ostrołukowych portalach z ceglanymi wimpergami. Dachy kryte są dachówką. Kruchtę i nawy boczne kryją sklepienia żaglaste. Dwa witraże (niezachowane) wykonało przedsiębiorstwo Franke z Naumburga. Droga krzyżowa namalowana jest przez Waldowskiego z Wrocławia. Obraz św. Małgorzaty (120 x 180 cm, w głównym ołtarzu) i ciało Jezusa na krucyfiksie pochodzą z poprzedniego kościoła. Ambona i chrzcielnica są dziełami z początku XX wieku (obie neogotyckie). Ołtarz główny pochodzi z 1907. Pancerne tabernakulum zostało stworzone w przedsiębiorstwie Ars Catholica (1964). Ołtarz boczny (lewy) jest z 1907 i przedstawia Matkę Boską z Dzieciątkiem podającą różaniec św. Dominikowi. Ołtarz prawy przedstawia św. Barbarę. 
Organy dostarczyło w 1905 przedsiębiorstwo Schlag i Synowie ze Świdnicy. W 1917 piszczałki i dzwon „Małgorzata” Niemcy zarekwirowali na cele wojenne. Organy restaurowano w 1924 (Klimasz i Durschlag z Rybnika). W 1930 zakupiono nowe dzwony („Salve Regina” i „Św. Paweł”), które Niemcy ponownie skonfiskowali w czasie II wojny światowej. W 1945, w trakcie działań wojennych, zniszczono wieżę, dach i prezbiterium.
Po odzyskaniu tych ziem przez Polskę kościół odbudowano siłami parafian. W 1949 został on odmalowany, a w 1956 przywieziono z Dąbrowy Górniczej nowe dzwony: "św. Małgorzatę", "Maryjny" i :św. Józefa" (poświęcił je biskup Juliusz Bieniek). W 1964 świątynię zradiofonizowano, a w 1972 założono ogrzewanie olejowe. W 1992 umieszczono nowe witraże ze św. Piusem X i św. Janem Vianeyem, a w 2007 zbudowano nowe probostwo z salką katechetyczną. W latach 2008–2009 wyremontowano organy, natomiast w 2011 otwarto kaplicę przedpogrzebową.

## Otoczenie
Na placu kościelnym stoją trzy kapliczki wybudowane z 1906:
- murowana pod wezwaniem Matki Bożej Fatimskiej (figura z 1951),
- murowana pod wezwaniem św. Jana Nepomucena (figura drewniana),
- drewniana Najświętszego Serca Pana Jezusa[2].

Naprzeciw kościoła stoją monumentalne, neogotyckie zabudowania domu pomocy społecznej. Powstały one w latach 40. XIX wieku jako Dom Ubogich pod wezwaniem św. Józefa, który ufundował właściciel Lysek, Józef Benedykt Połednik.

## Galeria

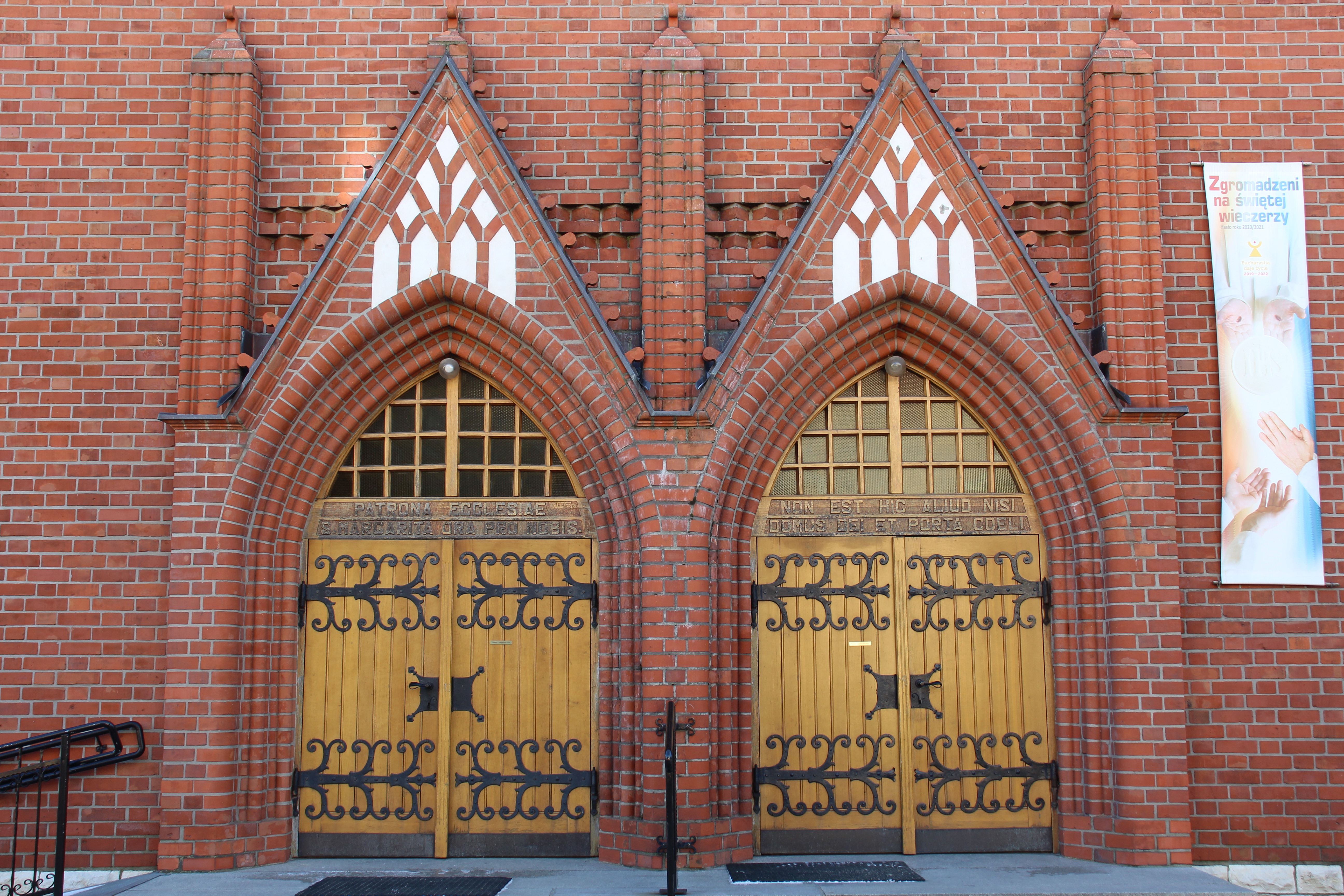
Portale wejściowe
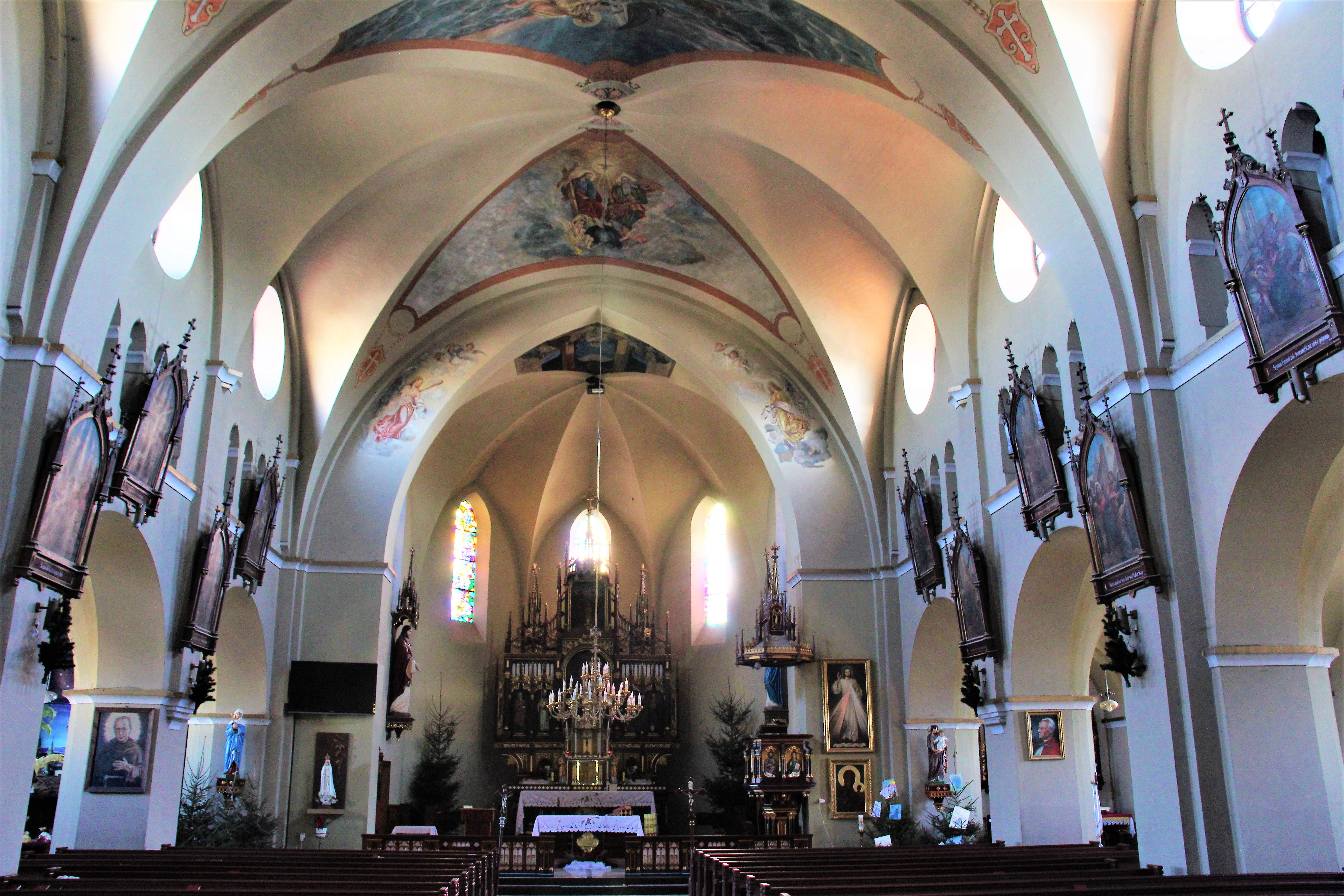
Wnętrze z ołtarzem
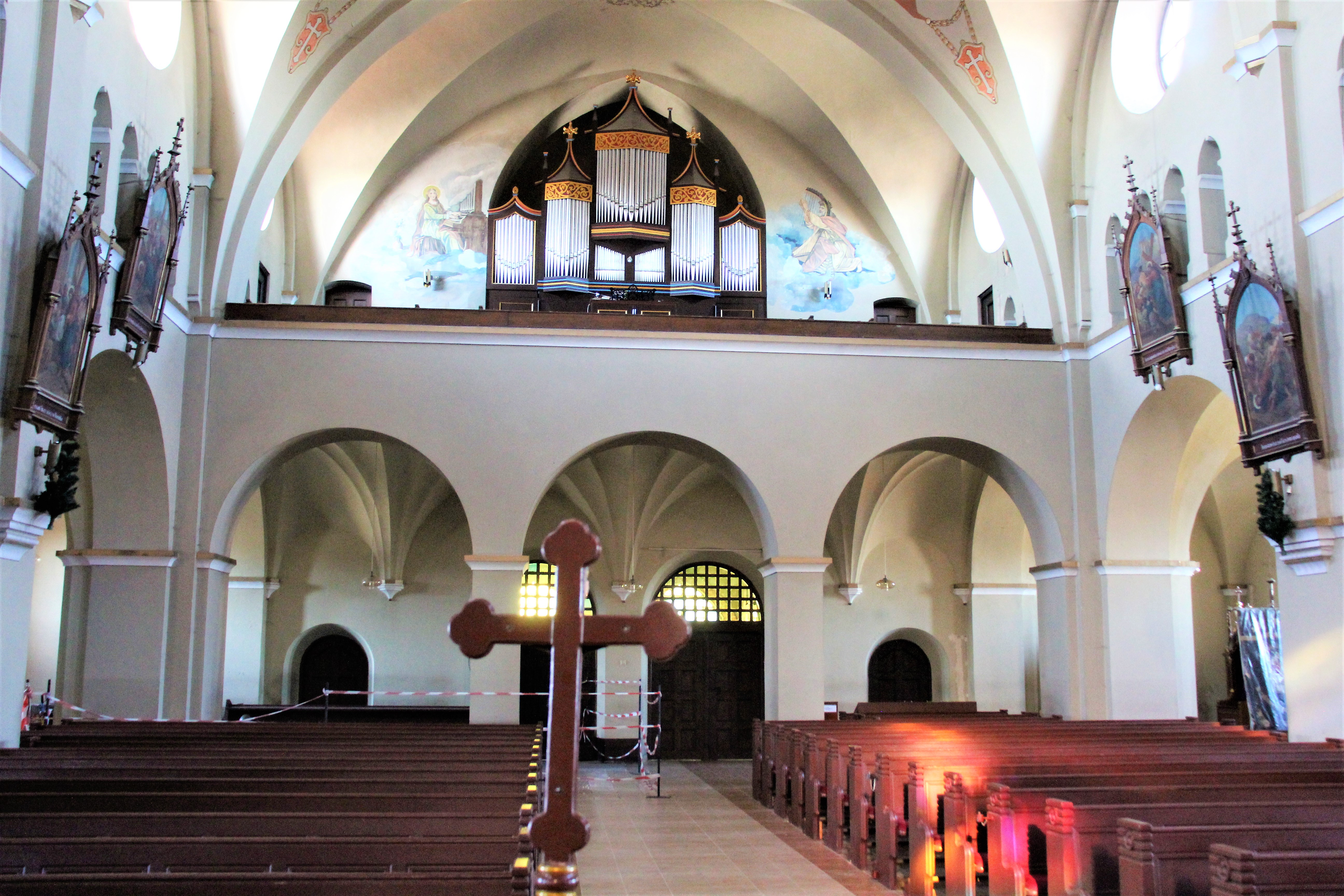
Chór organowy